# Arc de Janus

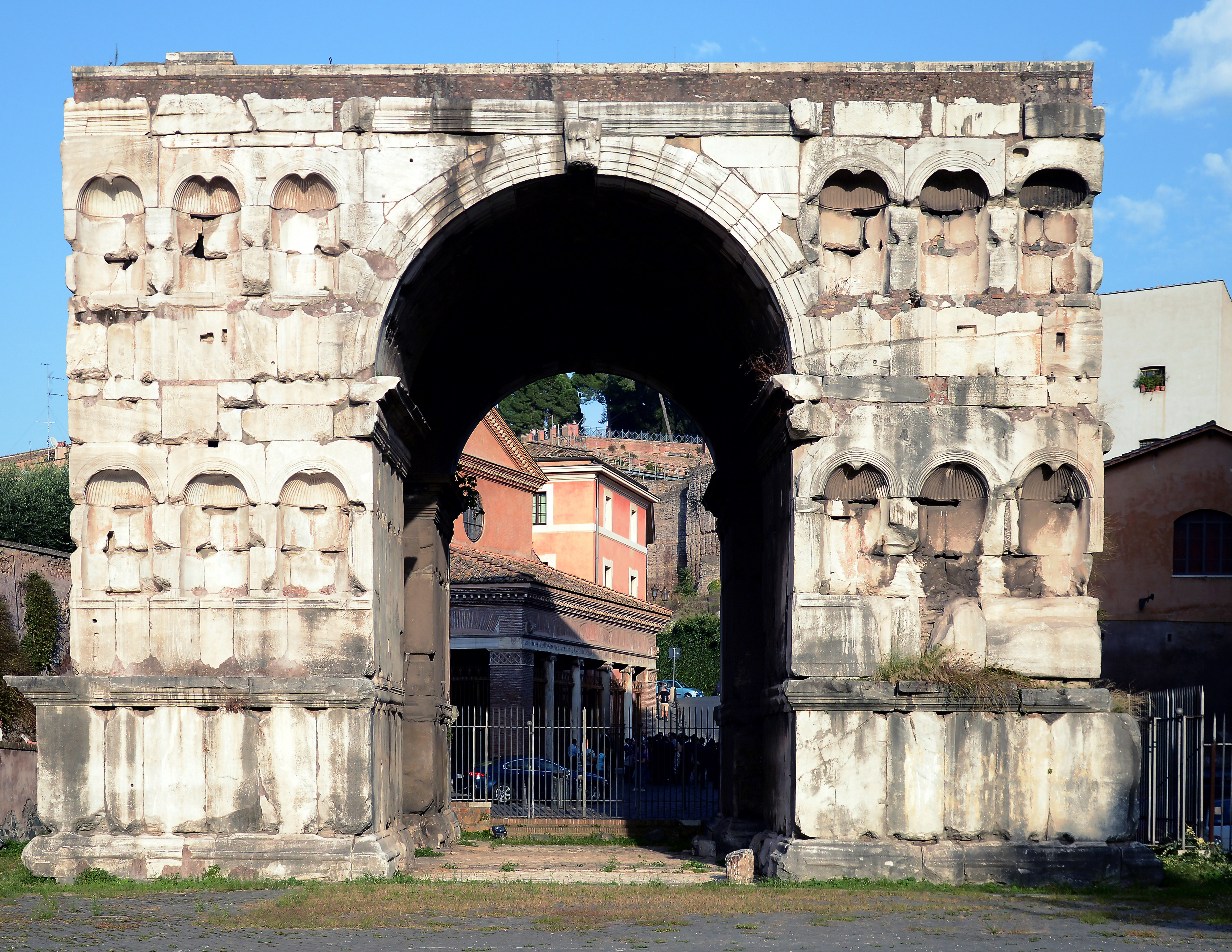
L'arc de Janus, al fons s'hi troba l'església de Sant Giorgio al Velabro.

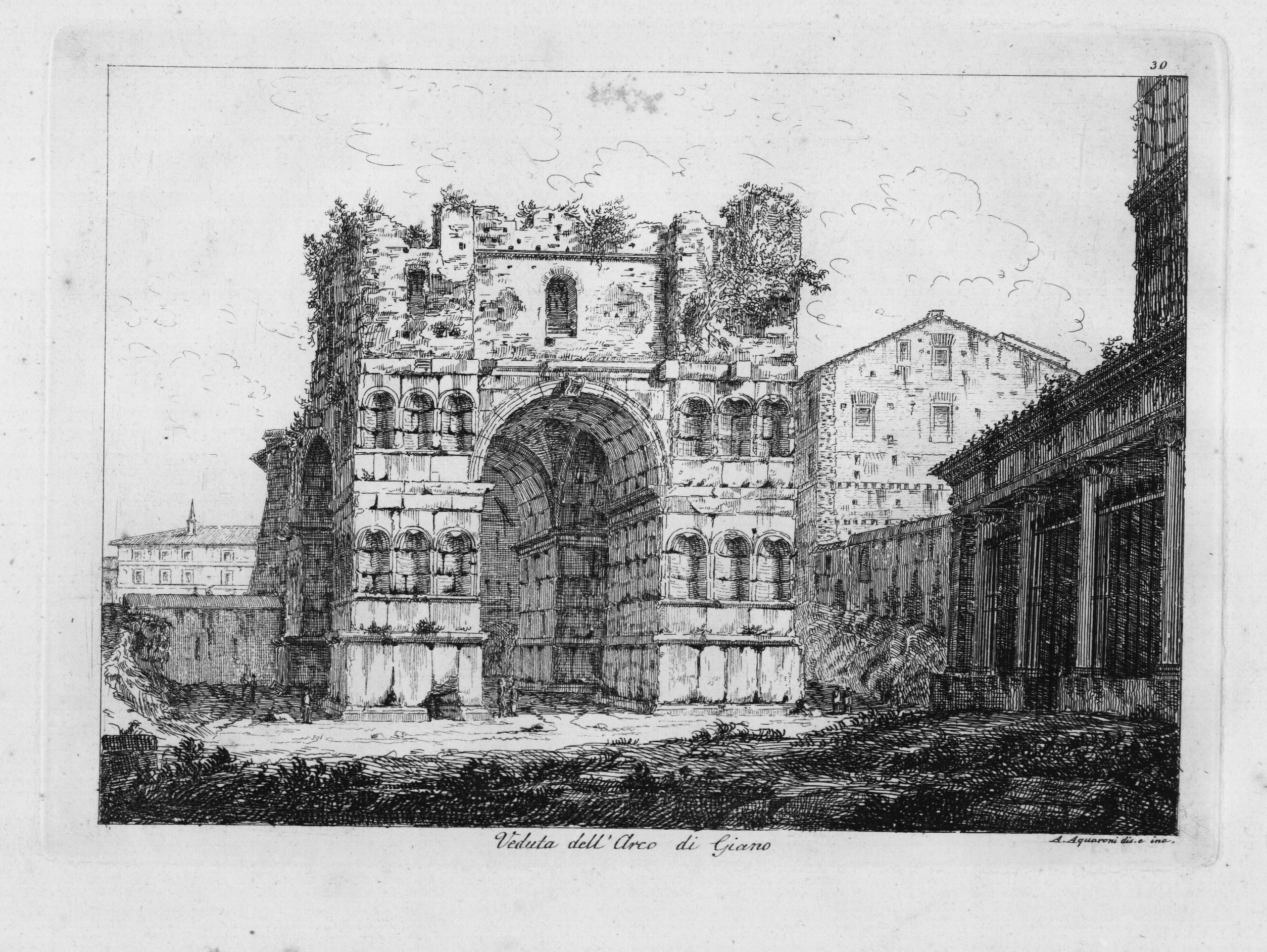
L'arc de Janus abans que es demolira en el la fortalesa medieval situada en la seua part superior.

L'arc de Janus, en llatí Ianus Quirinus, és un antic arc quàdruple romà que es troba a la ciutat de Roma, concretament al Forum Boarium, molt a prop de l'Arc dels Argentaris. És un dels escassos arcs romans que es conserven a Roma.

## Context
Janus, el déu romà de dues cares, era també el déu de les portes, el que les obria (Patulcus) i les tancava (Clusius) i el que protegia l'entrada i la sortida, l'anada i el retorn; però el paper que, des d'aquest punt de vista, desenvolupava en la vida militar de Roma i la solemnitat amb la qual eren obertes les portes del seu santuari en oferir-se l'ocasió per això, van fer que als ulls dels romans passés per ser el déu de la guerra. I no tan sols presidia a les portes privades i públiques i a les carreteres per les quals se'n sortia i arribava al terme, sinó també a tota classe de portes, reals o ideals, a totes les vies i a tots els accessos. Així mateix era adorat com a déu dels ports, Portunus, i per això posseïa un port a la vora del Tíber, prop del pons Aemilius. Des de l'època de l'emperador Domicià, Janus es representava de vegades amb quatre cares, i prenia el nom de Janus Quadrifrons.

## Descripció
L'arc de Janus no es pot considerar pròpiament un arc triomfal, sinó més aviat la seua funció seria d'indicar un dels límits del Forum Boarium. Per les anàlisis dutes a terme, l'arc possiblement es va construir a principis del segle iv substituint-ne probablement a un altre que hi havia construït en el mateix lloc.
És un arc quàdruple de planta quadrada (12 m ample i 16 m d'alçada) construït amb maons i cobert de marbre. L'estructura presenta una sèrie d'interessants nínxols. Les mitjanes de dites cúpules tenen forma de conquilla, i en l'antiguitat presentaven unes petites columnates que van ser arrancades a l'edat mitjana. En aquesta època, concretament al segle xiii, es va construir una fortalesa a la part superior d'aquest arc. De fet, a la base sud-est de l'arc hi ha una porta que condueix als nivells superiors. Coronant l'arc hi devia haver un àtic, existint la possibilitat que l'edifici estiguera rematat per una piràmide. Fragments de la inscripció original es poden veure a la propera església de San Giorgio al Velabro.